# Mehmet Mehdi Eker

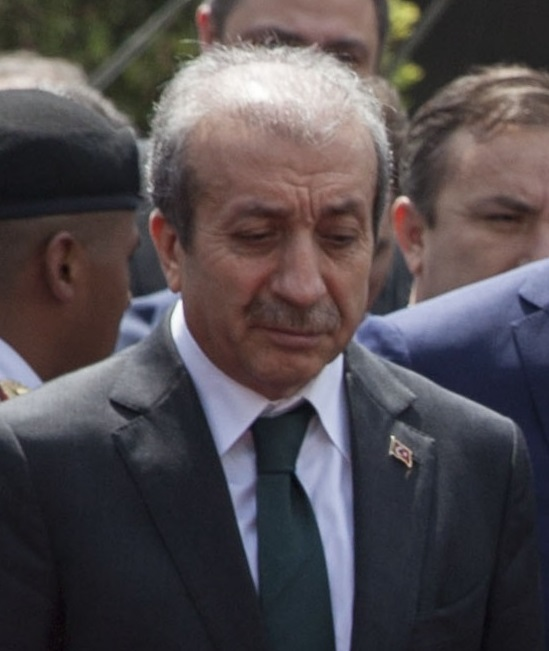
Mehmet Mehdi Eker (2016)

Mehmet Mehdi Eker (geboren am 1. Januar  1956 im Landkreis Bismil, Provinz Diyarbakır) ist ein türkischer Veterinärmediziner, Politiker und ehemaliger Landwirtschaftsminister.

## Beruflicher Werdegang
Eker absolvierte die Fakultät für Veterinärmedizin an der Universität Ankara, seinen Master machte er an der Universität Aberdeen im Bereich Agrarökonomie. Promoviert wurde Eker am Institut für Gesundheitswissenschaften an der Universität Ankara. Er war stellvertretender Direktor des Zentralinstituts für Tierhaltung in Lalahan, Direktor für Veterinärangelegenheiten bei der Stadtverwaltung von İstanbul, stellvertretender Generaldirektor für landwirtschaftliche Produktion und Entwicklung im Landwirtschaftsministerium, Generaldirektor für Schutz und Kontrolle sowie Staatssekretär.

## Politik
Von 2002 bis 2015 war Eker Abgeordneter der AKP für die Provinz Diyarbakır in der 22., 23. und 24. Legislaturperiode der Großen Nationalversammlung der Türkei. In den Kabinetten Erdoğan I, II und III sowie Davutoğlu I fungierte er vom 14. März 2003 bis zum 28. August 2015 als Landwirtschaftsminister. Während der Vogelgrippe-Epidemie von 2005 machte er eine Erklärung, wonach es sicher sei, gekochtes Hühnchen zu essen. Diese Aussage nahm er jedoch öffentlich im Fernsehen zurück.
Aufgrund § 47 des Aufenthaltsgesetzes wurde am 17. März 2017 gegen Eker ein Verbot politischer Tätigkeit für das Bundesland Niedersachsen erteilt. Ausschlaggebend war ein geplanter Wahlkampfauftritt in Hannover, mit dem er für das Verfassungsreferendum vom April 2017 um Zustimmung werben wollte.

## Privates
Eker ist verheiratet und Vater von drei Kindern.

## Ehrungen
- 2011: Orden des Marienland-Kreuzes, III. Klasse
- 2012: Ritter des Ordre du Mérite agricole